# Distrito Metropolitano Escolar del Municipio de Washington

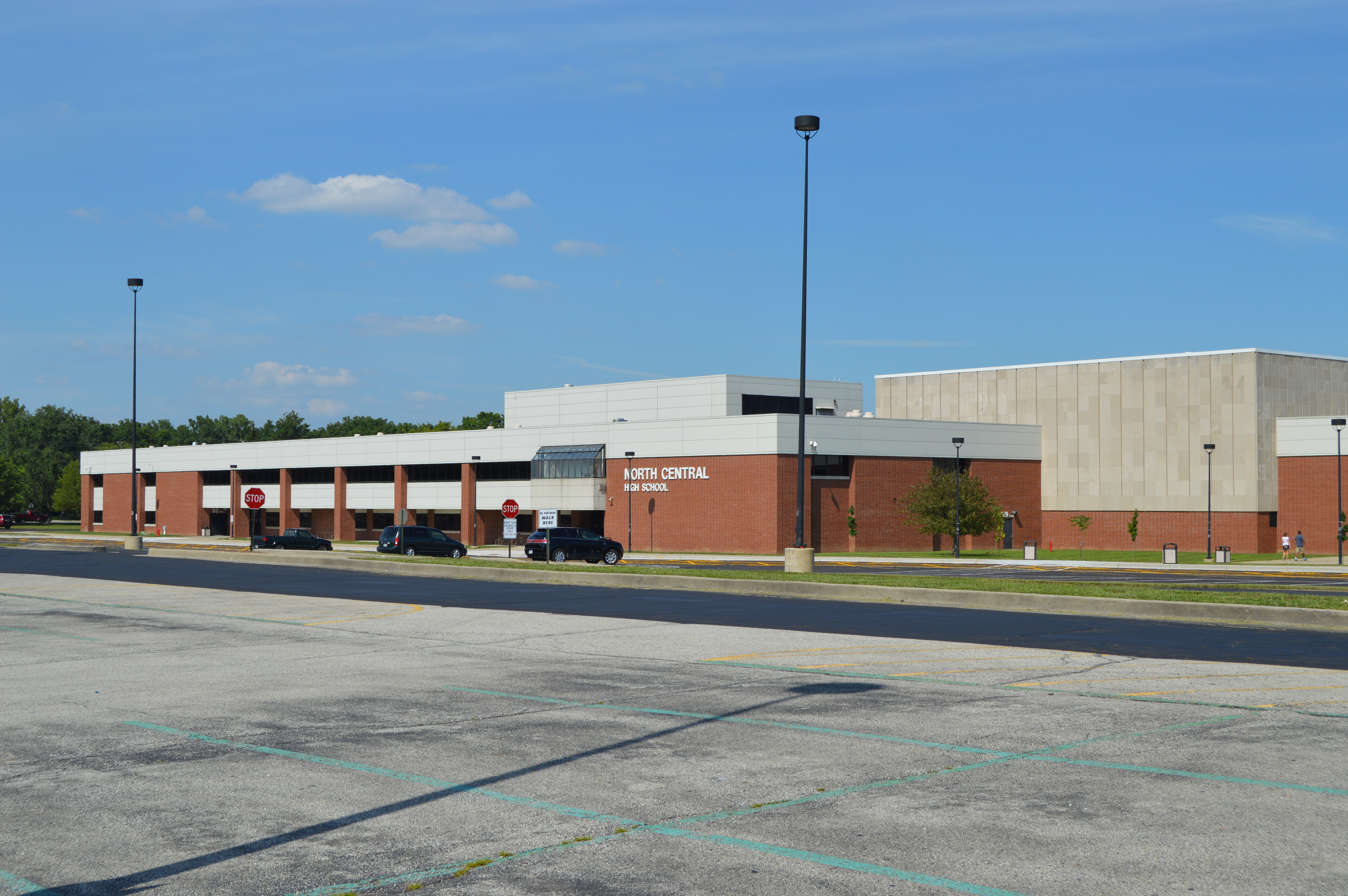
North Central High School, la escuela preparatoria del distrito

El Distrito Metropolitano Escolar del Municipio de Washington (Metropolitan School District of Washington Township, MSDWT) es un distrito escolar de Indiana. Tiene su sede en Indianápolis. Gestiona siete escuelas primarias, tres escuelas medias, una escuela preparatoria (high school) y dos escuelas alternativas. Sirve el Municipio de Washington.